# Montinia caryophyllacea
Montinia caryophyllacea ist die einzige Pflanzenart der Gattung Montinia in der Familie der Montiniaceae. Diese Art ist im Süden und Südwesten Afrikas beheimatet. Der Gattungsname ehrt den schwedischen Arzt und Botaniker Lars Jonasson Montin (1723–1785).

## Beschreibung
Montinia caryophyllacea ist ein verzweigter Strauch, der Wuchshöhen von 1 bis 2 m (selten auch bis 4 m) erreicht. Die Pflanzen sind bis auf die Blattachseln und die Basis der Mittelrippe der Laubblätter unbehaart. Die einfachen Laubblätter sind ganzrandig, haben eine Länge von 1,5 bis 7 cm und eine Breite von 1 bis 2,5 cm (selten auch nur 0,5 cm). Die Blattspreite ist linealisch bis eiförmig oder elliptisch, die Spitze ist stumpf, die Basis verengt sich keilförmig zu einem Blattstiel von bis zu 1 cm Länge. Der Blattstiel ist an der Basis zu einem vergrößerten Kissen verbreitet, welches beständig ist, nachdem das Blatt abgefallen ist und eine elfenbeinartige Färbung bekommt.
Montinia caryophyllacea ist zweihäusig getrenntgeschlechtig (diözisch). Die Blütenstände sind endständig oder beinahe endständig.
Die männlichen Blüten stehen mehr oder weniger zahlreich in 4 bis 7 cm langen, aufrecht stehenden doldenrispigen Blütenständen mit pfriemförmigen Tragblättern. Die Blütenstiele sind bis zu 1 cm lang. Der Blütenboden ist flach, nahezu kreisförmig und misst 2 bis 5 mm im Durchmesser. Die Kelchröhre ist erweitert, misst etwa 3 mm im Durchmesser und endet in vier (selten auch drei oder fünf) dreieckigen, sehr kurzen Kelchlappen. Die vier (selten auch drei oder fünf) weißen Kronblätter sind 3 bis 5 mm lang, breit eiförmig mit einer breiten, halbmondförmigen Basis. Die vier (selten auch drei oder fünf) Staubblätter bestehen aus etwa 1,5 mm langen Staubfäden und breit langgestreckten, etwa 1,2 mm langen Staubbeuteln.
Die weiblichen Blüten stehen aufrecht, einzeln oder in Gruppen aus zwei (oder selten auch drei) Blüten. Die Kelchlappen, Kronblätter und der Blütenboden gleichen denen der männlichen Blüten. Die Kelchröhre ist etwa 7 mm lang und fadenförmig. Es sind sehr kurze und fleischige Staminodien vorhanden. Es gibt zwei zentralwinkelständige Plazenten, diese sind elliptisch, eingedrückt und mit der Scheidewand verwachsen. In der Frucht steht diese Scheidewand frei von den Fruchtwänden und hängt frei von der Spitze der Frucht. Jede Plazenta bildet bis zu zwölf Samenanlagen in zwei längsgerichteten Reihen. Der kräftige Griffel ist etwa 1 mm lang und von etwa der Mitte an in zwei Äste geteilt. Jeder dieser Äste endet in einer breiten, nahezu nierenförmigen, 1 mm breiten Narbe.
Die elliptische, glatte Kapselfrucht weist eine Länge von 1,5 bis 2,0 cm und eine Breite von etwa 1 cm auf. An der Spitze befinden sich die beständigen Kelchlappen, der Blütenboden und der Griffel. Die zweifächrigen Kapseln springen von der Spitze her fachspaltig auf. Die Samenfächer sind knorpelig. Die Samen stehen entlang der Plazenten in jeweils zwei Reihen und überlappen sich dachziegelartig. Sie sind eingedrückt und einschließlich eines mehr oder weniger elliptischen, breiten, papierartigen Flügels 10 × 8 mm groß. Der Flügel ist am Ansatzpunkt geöhrt.
Die Chromosomenzahl beträgt 2n = 24.

## Vorkommen und Standorte
Diese Art ist von Südafrika über Namibia bis in den Südwesten Angolas verbreitet. Sie wächst Höhenlagen um 1000 m in Savannen gemeinsam mit Albizia anthelmintica und Combretum apiculatum.

## Systematik
Montinia caryophyllacea ist die einzige Art innerhalb der Gattung Montinia. Ein Synonym ist Montinia acris L. f.